# Nguyễn Thị Minh Khai
Nguyễn Thị Minh Khai, tên khai sinh là Nguyễn Thị Vịnh (1 tháng 11 năm 1910 – 28 tháng 8 năm 1941), là nhà cách mạng người Việt Nam, là một trong những người lãnh đạo Đảng Cộng sản Đông Dương trong giai đoạn 1930–1940.

## Tiểu sử
Bà tên thật là Nguyễn Thị Vịnh, sinh ngày 1 tháng 11 năm 1910 tại xã Vĩnh Yên, thành phố Vinh, tỉnh Nghệ An. Theo của Hội Liên hiệp Phụ nữ Việt Nam thì bà sinh ngày 1 tháng 11 (tức 30 tháng 9 âm lịch).
Cha của bà là ông Nguyễn Huy Bình, người làng Mọc (phường Nhân Chính, quận Thanh Xuân, Hà Nội), làm công chức hỏa xa ở Vinh, thường gọi là Hàn Bình. Mẹ là Đậu Thị Thư, quê Đức Tùng (nay là Tùng Châu), Đức Thọ, Hà Tĩnh, làm nghề buôn bán nhỏ. Trước năm 1940, gia đình bà sống tại 132 phố Maréchal Foch (nay là phố Quang Trung), Vinh. Về sau, gia đình bà về sống ở quê mẹ là xã Đức Tùng, Đức Thọ, tỉnh Hà Tĩnh.
Năm 1919, bà bắt đầu học chữ Quốc ngữ rồi vào trường tiểu học Cao Xuân Dục ở Vinh.
Năm 1927, bà tham gia hoạt động trong phong trào công nhân ở Vinh và tham gia thành lập Tân Việt Cách mệnh Đảng, sau đó được bầu làm Ủy viên Ban chấp hành Đảng bộ.
Năm 1930, bà gia nhập Đảng Cộng sản Đông Dương, phụ trách tuyên truyền, huấn luyện đảng viên tại Trường Thi, Bến Thủy. Sau đó, bà sang Hương Cảng làm thư ký cho lãnh tụ Nguyễn Ái Quốc ở văn phòng chi nhánh Đông phương bộ của Quốc tế Cộng sản.
Năm 1931, bà bị bắt tại Hương Cảng, bị kết án và giam ở đây. Năm 1934, bà ra tù và được Đông phương bộ Quốc tế Cộng sản cử làm đại biểu chính thức đi dự Đại hội VII Quốc tế Cộng sản tại Moskva cùng với Lê Hồng Phong.
Năm 1936, bà được cử về nước truyền đạt chỉ thị của Quốc tế Cộng sản và được cử vào Xứ ủy Nam kỳ, giữ chức Bí thư Thành ủy Sài Gòn - Chợ Lớn, một trong những người lãnh đạo cao trào cách mạng 1936-1939 ở Sài Gòn. Thời gian này, bà lấy bí danh là Năm Bắc.
Ngày 30 tháng 7 năm 1940, bà bị bắt (cùng với Ủy viên Trung ương Đảng Nguyễn Hữu Tiến - tác giả cờ đỏ sao vàng) ngay sau phiên họp của Xứ ủy Nam kỳ về phổ biến chủ trương khởi nghĩa và bị giam tại Khám Lớn Sài Gòn. Tuy nhiên, bà vẫn liên lạc với bên ngoài và vẫn tiếp tục lãnh đạo phong trào đấu tranh.
Sau khi Khởi nghĩa Nam Kỳ thất bại, bà bị thực dân Pháp kết án tử hình và bị xử bắn tại Ngã ba Giồng, Hóc Môn (nay thuộc Thành phố Hồ Chí Minh) ngày 28 tháng 8 năm 1941.

## Gia đình
Nguyễn Thị Minh Khai có cha là ông Nguyễn Huy Bình người Hà Nội mẹ là bà Đậu Thị Thư quê quán tại Hà Tĩnh
Con gái của bà là Lê Nguyễn Hồng Minh, sinh năm 1939, tập kết ra Bắc năm 1954, được đưa sang Trung Quốc học tập, và sau đó sang Liên Xô học đại học ngành cơ khí chế tạo máy. Sau khi ra trường về nước bà chỉ làm công tác nghiên cứu về Đảng Cộng sản Việt Nam. Từ năm 1976 bà công tác tại Ban Tổ chức Thành ủy TP HCM, nghỉ hưu năm 1995.
Nguyễn Huy Dung, em trai của bà, là giáo sư, bác sĩ tim mạch, nguyên Phó Giám đốc Bệnh viện Chợ Rẫy Thành phố Hồ Chí Minh và đã nghỉ hưu. Ông đã xuất bản 8 tập thơ cùng hàng chục đầu sách về y học và khoa học nhân văn.
Nguyễn Thị Quang Thái, em gái của bà, là một nhà hoạt động cách mạng Việt Nam, một trong những thành viên thời đầu và hoạt động xuất sắc trong phong trào Truyền bá Quốc ngữ thập niên 1930. Bà là người vợ đầu của Đại tướng Võ Nguyên Giáp. Bà qua đời ngày 29 tháng 1 năm 1944 tại nhà thương René Robin (nay là bệnh viện Bạch Mai).
Theo nhà nghiên cứu Sophie Quinn-Judge, Mật thám Pháp vào năm 1932 thì tin rằng bà là tình nhân của Trần Ngọc Danh, em trai Trần Phú. Ngoài ra, Sophie Quinn-Judge cũng tìm ra một bức thư mà Nguyễn Thị Minh Khai viết vào năm 1933, trong đó Nguyễn Thị Minh Khai khẳng định rằng mình không hề bị vướng bận bởi chuyện chồng con, vì "người chồng" duy nhất của bà chính là sự nghiệp Cách mạng.
Theo các tiểu sử về bà ở Việt Nam thì bà thành hôn với Lê Hồng Phong vào năm 1935 tại Moskva, tuy nhiên theo Quinn-Judge thì không có những bằng chứng đương thời về cuộc hôn nhân này.

## Vinh danh
Tên của bà được đặt cho nhiều đường phố trên khắp Việt Nam như tại: thành phố Thái Bình, thành phố Hạ Long (từ đường Vũ Văn Hiếu đến hang Luồn), Đồng Hới (gần sân vận động), Đà Lạt (khu chợ đêm), Nha Trang (ngay cạnh quảng trường 2 tháng 4, từ đường Trần Phú đến đường Trần Nhật Duật), Đà Nẵng (gần nhà hát Trưng Vương).
Tại Hà Nội, tên của bà được đặt cho một con đường dài hơn 4 km từ đường Nguyễn Khoái xuyên qua ngã ba cầu Vĩnh Tuy, vượt cầu Mai Động qua sông Kim Ngưu đến ngã tư Trung Hiền, nối với đường Đại La.
Tên của bà cũng được đặt cho nhiều trường học trải dài trên khắp cả nước, nổi tiếng là ngôi trường Nguyễn Thị Minh Khai tại Thành phố Hồ Chí Minh với biểu tượng hoa mai rực rỡ và đồng phục áo tím truyền thống. Ngoài ra, tên của bà được đặt cho một con đường thẳng dài 4,0 km từ cầu Thị Nghè đến vòng xoay Ngã sáu Cộng Hòa.
Tại thành phố Vinh, tỉnh Nghệ An cũng đã xây Nhà lưu niệm để tưởng niệm và trưng bày một số hình ảnh về cuộc đời và sự nghiệp của bà.